# 为什么现在统治世界的是西方
《西方憑什麼: 五萬年人類大歷史，破解中國落後之謎》（英語：Why the West Rules—For Now）为美国斯坦福大学的历史学教授伊恩·莫里斯的著作，2010年10月12日由法勒、施特劳斯和吉鲁出版社出版。该书比较了将中國文化史和南亚划为东方，将欧美和中东划为西方，并比较了这两者15000年的历史进程。该书获得2011年国际笔会美国中心文学非小说写作奖决选作品， 2011益得书摘国际图书奖等书奖， 并荣登《新闻周刊》、《外交政策》、《外交》、《纽约时报》等年度荐书，以13种语言版本發行。

## 中文版
该书简体中文版由中信出版社于2011年翻译出版，翻译者为钱峰，书名为《西方将主宰多久──從歷史的發展模式看世界的未來》。正体中文版由雅言文化翻译出版，书名为《西方憑什麼：五萬年人類大歷史，破解中國落後之謎》，翻译者为侯秀琴、楊明暐、潘勛和諶悠文。

## 西方和东方的地理定义
伊恩·莫里斯在书中将欧洲、两河流域和伊斯兰文明定义为“西方”，曾遭加拿大新不伦瑞克大学教授杜彻斯内批评，但伊恩·莫里斯坚持这样的对西方和现代文明的定位，他认为上述地区与现代文明都属于一个文明体系，与中日韩等东方文明系统截然不同，事实上早在1987年美国学者大卫·威尔金森就提出类似的西方文明系统。